# Jalkapallon suomenmestaruuskilpailut 1923
La Jalkapallon suomenmestaruuskilpailut 1923 fu la quindicesima edizione del campionato finlandese di calcio. Fu giocato in un formato di coppa e vide la vittoria dell'HJK.

## Semifinali
|      | Risultati |      | Luogo e data |
| ---- | --------- | ---- | ------------ |
| KuPS | 0-8       | HJK  |              |
| TPS  | 3-1       | TaPa |              |
|      |           |      |              |

## Finale
|     | Risultati |     | Luogo e data |
| --- | --------- | --- | ------------ |
| HJK | 3-1       | TPS |              |
|     |           |     |              |